# Biela planéta (album)
Biela planéta s podtitulem The White Planet; je páté studiové album slovenské jazz rockové skupiny Fermáta, vydané v roce 1980 u vydavatelství Opus. Producentem alba byl Ján Lauko a obal alba navrhla Michaela Kordová.

## Seznam skladeb
| Pořadí | Název       | Hudba   | Délka |
| ------ | ----------- | ------- | ----- |
| 1.     | Cook        | Griglák | 4:34  |
| 2.     | Magellan    | Berka   | 5:25  |
| 3.     | Amundsen    | Griglák | 7:09  |
| 4.     | Polo        | Berka   | 3:41  |
| 5.     | Da Gama     | Berka   | 4:30  |
| 6.     | Humboldt    | Griglák | 5:27  |
| 7.     | Kolumbus    | Griglák | 3:58  |
| 8.     | Livingstone | Berka   | 5:57  |

## Sestava
- František Griglák – kytara
- Tomáš Berka – klávesové nástroje
- Fedor Frešo – basová kytara, mandolína
- Karol Oláh – bicí, perkuse